# Acorn Archimedes
L'Acorn Archimedes è una famiglia di computer della Acorn Computers prodotta tra il 1987 e il 1994.
Fu la prima linea a essere basata sul processore ARM RISC a 32-bit. Il suo successore è il Risc PC.

## Storia

### La serie 300 e 400
I primi modelli furono messi in commercio nel giugno 1987, la serie 300 e 400. La serie 400 ha più slot d'espansione (quattro anziché due) e un controller ST506 per un hard disk interno. Il sistema operativo è Arthur (più tardi fu chiamato RISC OS), il linguaggio è il BBC BASIC. Ha pure un emulatore del BBC Micro, il precedente computer di successo della Acorn. La tastiera è esterna. Tutti i modelli hanno un sonoro a 8 canali e sono in grado di gestire grafica a 256 colori.
Furono commercializzati 4 modelli con diversi quantitativi di memoria: A305, A310, A410 e A440.
- (A500 - 4 MB RAM, mai venduto[1])
- A305 - 512 kB RAM
- A310 - 1 MB RAM
- A410 - 1 MB RAM
- A420 - 2 MB RAM, 20 MB hard disk
- A440 - 4 MB RAM, 40 MB hard disk
- A540 - 4 MB RAM, processore ARM 3, 100 MB hard disk
- (A680 e M4 - 8 MB RAM, RISC iX mai vendute)
- R140 - 4 MB RAM, 52 MB hard disk, RISC iX Unix workstation
- R260 - 8 MB RAM, processore ARM 3, 100 MB hard disk, RISC iX UNIX workstation
- R225 - 4 MB RAM, processore ARM 3, RISC iX UNIX network computer

### A3000 e A5000

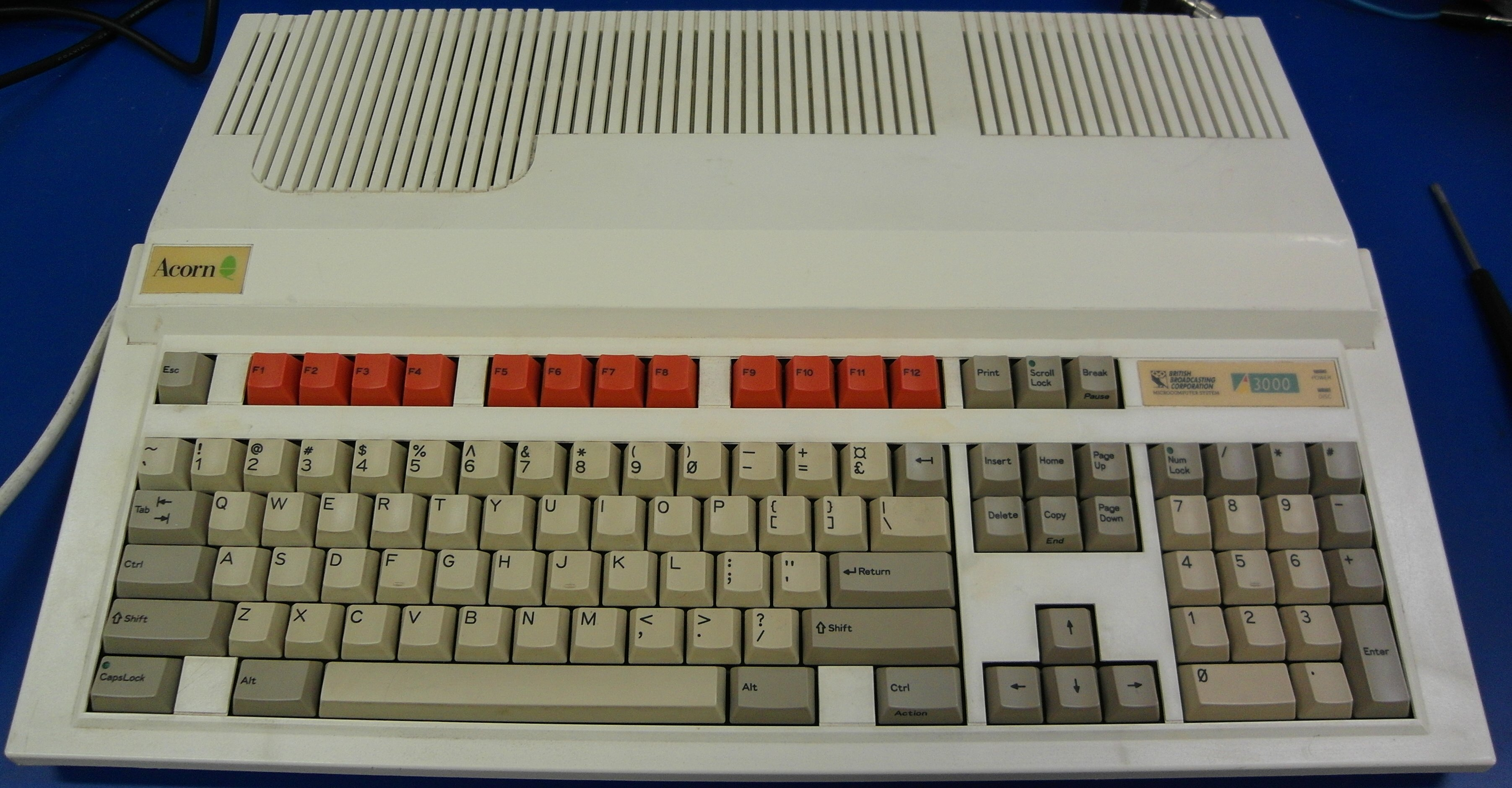
Unità principale di un A3000

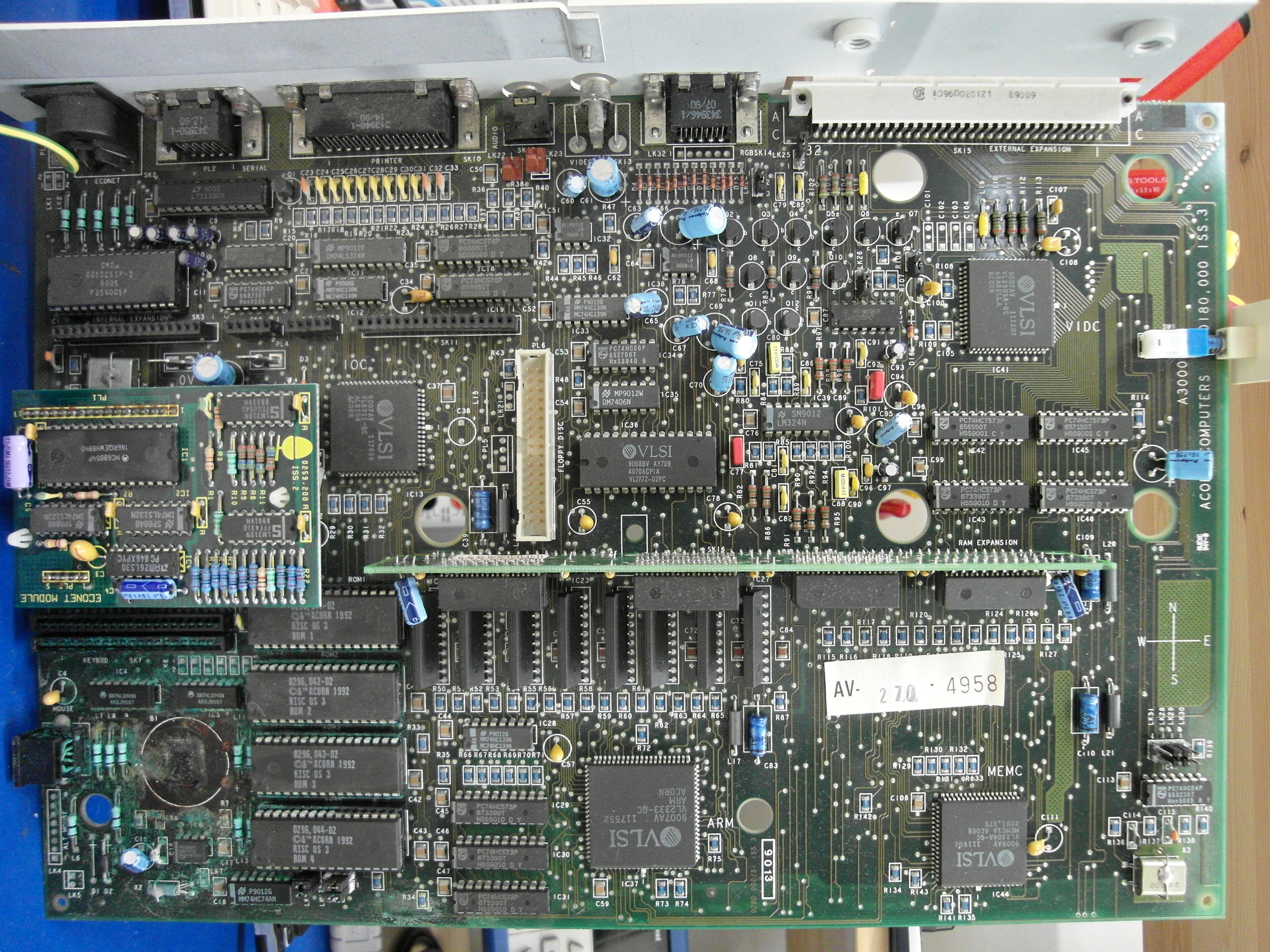
Piastra dell'Acorn Archimedes A3000. In basso a sinistra si vede una corrosione dovuta alle perdite di una batteria NiCd.

Con il successore di Arthur, inizialmente chiamato come Arthur 2, RISC OS 2, uscirono nuovi modelli introdotti nel maggio 1989. I modelli 300 furono dismessi a favore del nuovo Acorn A3000.
A differenza dei precedenti modelli, l'A3000 è simile all'Amiga 500 e all'Atari ST, con la tastiera attaccata al computer. Il nuovo modello aveva un solo slot di espansione.
L'altro nuovo modello, l'A5000, ha un case composto da due parti. Ha il nuovo processore ARM3 a 25 MHz, mentre l'A3000 aveva il vecchio ARM2 8 MHz. L'A3000 esegue il RISC OS 2, mentre l'A5000 il RISC OS 3.0. Ha 2 o 4 MB di RAM, (A3000 1 MB), e un hard disk da 40 MB o 80 MB. Il video venne sviluppato, l'A5000 può visualizzare risoluzioni VGA fino a 800 × 600 pixel. Era il primo Archimedes a supportare i floppy ad alta densità e può leggere diversi formati, come i dischi DOS e Atari. Una versione nuova A5000 ha un chip ARM3 a 33 MHz, 4 o 8 MB di RAM, un hard disk da 80 o 120 MB e il RISC OS 3.10.

### L'utilizzo dell'architettura ARM linea e il modello portatile A4
Nel 1992 fu prodotta una nuova linea, utilizzando il controller ARM250, un processore ARM2 con controller video e memoria integrati. Questa linea può eseguire RISC OS 3.10. La serie A30x0 è simile all'A3000 ma molto più compatta, mentre l'A4000 è un po' più magro dell'A5000. Il modello A3010 era destinato ai consumer, avendo un modulatore TV e porte per i joystick, mentre l'A3020 era destinato all'ufficio e alle scuole, avendo un hard disk interno. L'A4000 è identico all'A3020, ma con più memoria e spazio sull'hard disk.
Nel 1992 la Acorn introdusse un portatile, l'A4, con processore ARM3 e uno schermo LCD con risoluzione massima 640 × 480 e 16 livelli di grigio.

### L'A7000 e la fine
L'A7000, malgrado il suo nome potesse far ricordare la convenzione dei nomi usata per gli Archimede, è in verità più simile ai Risc PC  – la linea dei computer RISC OS che succedettero all'Archimedes nel 1994. Del Risc PC gli mancano però gli slot di espansione DEBI e il case multi-slice (sebbene rimuovendo il CDROM si possa accomodare un backplane con uno slot).

## Modelli
| Modello                | Memoria (RAM)    | Dimensioni hard disk                     | Data di lancio | Prezzo di lancio in UK | Note |
| ---------------------- | ---------------- | ---------------------------------------- | -------------- | ---------------------- | --- |
| BBC Archimedes 305     | 512 KB (512 kB)  | -                                        | Luglio 1987    | £899                   | - |
| BBC Archimedes 310     | 1 MB (1 MB)      | -                                        | Luglio 1987    | £999                   | - |
| BBC Archimedes 310M    | 1 MB             | -                                        | Luglio 1987    | £                      | Include software di emulazione del PC                                                                          |
| Acorn Archimedes 410   | 1 MB             | -                                        | Luglio 1987    | £1299                  | - |
| Acorn Archimedes 440   | 4 MB             | 20 MB                                    | Luglio 1987    | £1499                  | - |
| BBC A3000              | 1 MB             | -                                        | Maggio 1989    | £799                   | Questo modello è stato l'ultimo BBC Microcomputer in assoluto                                                  |
| Acorn Archimedes 410/1 | 1 MB             | - (interfaccia ST506 sulla scheda madre) | Giugno 1989    | £999                   | Controller di memoria MEMC1A migliorato rispetto al precedente modello 410                                     |
| Acorn Archimedes 420/1 | 2 MB             | 20 MB ST506                              | Giugno 1989    | £1099                  | - |
| Acorn Archimedes 440/1 | 4 MB             | 40 MB ST506                              | Giugno 1989    | £1299                  | Controller di memoria MEMC1A migliorato rispetto al precedente modello 440                                     |
| Acorn R140             | 4 MB             | 47 MB ST506                              | Giugno 1989    | £3,500                 | Workstation RISC iX                                                                                            |
| Acorn Archimedes 540   | 4 MB (max 16 Mb) | 100 MB SCSI                              | Giugno 1990    | £2499                  | Processore ARM3                                                                                                |
| Acorn R225             | 4 MB             | -                                        | Luglio 1990    | £3000                  | Processore ARM3, workstation network RISC iX                                                                   |
| Acorn R260             | 8 MB             | 100 MB SCSI                              | Luglio 1990    | £5000                  | Processore ARM3, workstation RISC iX                                                                           |
| Acorn A5000            | 1 MB o 4 MB      | 0 MB - 160 MB IDE                        | Settembre 1991 | £999 o £1499           | Processore ARM3, venduto in vari sotto-modelli                                                                 |
| Acorn A4               | 2 MB o 4 MB      | 0 MB o 60 MB IDE (2.5")                  | Giugno 1992    | £1399 o £1699          | Notebook con processore ARM3 e clock a 24 MHz (1 MHz più piano del solito), video LCD a scala di grigi 640x480 |
| Acorn A3010            | 1 MB             | -                                        | Settembre 1992 | £499                   | Processore ARM250 (i primi modelli avevano un processore ARM2 su daughterboard con nome in codice "Adelaide")  |
| Acorn A3020            | 2 MB             | 0 MB - 80 MB IDE (2.5")                  | Settembre 1992 | £799                   | Processore ARM250                                                                                              |
| Acorn A4000            | 2 MB             | 0 MB - 210 MB IDE                        | Settembre 1992 | £999                   | Processore ARM250                                                                                              |

I seguenti computer furono prodotti, ma non arrivaromo mai a essere venduti:
- A500 - 4 RAM, interfaccia ST506, macchina di sviluppo Archimedes[1]
- A680 e M4 - 8 MB RAM, SCSI su scheda madre, macchina di sviluppo RISC iX

## L'impatto
L'Archimedes era uno dei personal computer più potenti disponibili a quei tempi (fine degli anni ottanta e inizi novanta): il suo processore è più veloce rispetto al 68000 dell'Atari ST e Amiga e persino di quello del VAX DEC e del Symbolics 3600.
Nonostante ciò, Archimedes non ebbe un grandissimo successo, riuscì a ritagliare solo una nicchia del mercato a causa del prezzo superiore rispetto a quello della concorrenza.

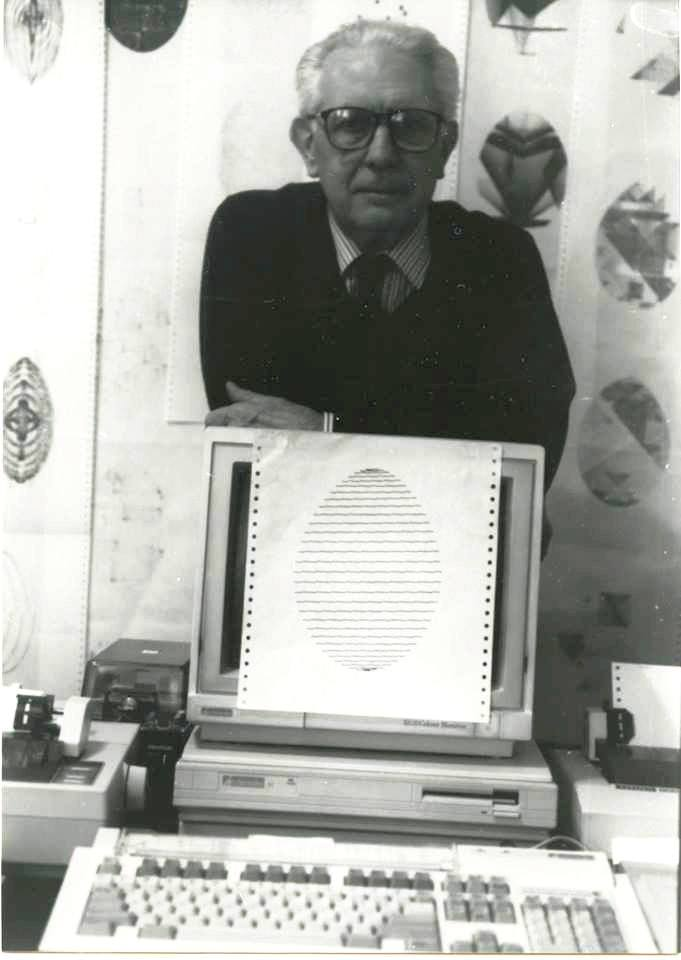
Pietro Grossi con computer Acorn Archimedes.

Pietro Grossi, pioniere italiano della computer music, usava un Acorn Archimedes 300 per realizzare, negli anni ‘80, decine di programmi che confluiranno nella teorizzazione della Homeart: un'arte personale oltre la sfera del giudizio altrui. Dalle esperienze dei programmi visuali realizzati da Grossi nel linguaggio BBC Basic, Sergio Maltagliati alla fine degli anni '90 realizza il software autom@tedVisualMusiC.

## Videogiochi
Pur non arrivando mai alla diffusione che ebbero i suoi concorrenti Amiga e Atari ST, l'Archimedes ottenne una notevole libreria di videogiochi, tra cui titoli esclusivi di questo sistema, che spaziano su ogni genere.
Le pubblicazioni commerciali furono almeno 400.
Gli Archimedes di prima generazione, con processore a 8 MHz e 1 MB di RAM, divennero i sistemi di riferimento per la maggior parte dei giochi, così come l'Amiga 500 e l'Atari 520ST lo erano per le rispettive famiglie.
Il veloce ed efficiente processore ARM dell'Archimedes è accompagnato da circuiti di supporto per grafica, audio e I/O. Questi non raggiungono le capacità più elaborate dell'Amiga, come blitter, copper e sprite hardware, ma la grande potenza del processore compensa in parte le mancanze, ad esempio con la velocità nel disegnare sprite software.
A quasi tutti i modelli di Archimedes manca un'interfaccia per joystick digitale. I più comuni tasti per giocare con la tastiera sono Z, X, ', / (equivalenti ai tasti freccia) e Invio, un'usanza ereditata dal BBC Micro. Produttori di terze parti crearono adattatori per joystick, con software che simula la pressione di tasti in corrispondenza delle azioni del joystick.
Il periodo classico dei giochi per Archimedes va dal 1987 al 1993 circa. Gran parte dei giochi erano pensati per girare sui modelli di base, ma nell'ultimo periodo ci fu anche un certo numero di titoli che sfruttano le capacità dei modelli più avanzati.
Secondo la rivista Retro Gamer l'Archimedes ebbe un gran numero di ottimi giochi, e dieci dei più grandi sono Elite, Chocks Away, Twin World, Technodream, Tek 1608 (ultimo titolo commerciale uscito, del 2002), Ankh, Tower of Babel, Star Fighter 3000, Big Hunter in Space, Hamsters.